# Il molo rosso
Il molo rosso (El embarcadero) è una serie televisiva spagnola creata da Álex Pina e Esther Martínez Lobato. La prima stagione è stata interamente pubblicata il 18 gennaio 2019 dal servizio streaming Movistar+.
La serie è stata presentata con il nome di The Pier alla fiera annuale MIPCOM, che si è tenuta a Cannes nel 2018.
La seconda stagione conclusiva è stata distribuita in Spagna il 17 gennaio 2020, mentre in Italia è andata in onda dal 7 al 21 gennaio 2020 in prima visione mondiale su Rai 2.
In Italia, la serie è stata trasmessa su Rai 2 dal 3 aprile 2019 al 21 gennaio 2020.

## Trama

### Prima stagione
Alejandra, detta anche Alex, è una giovane e bella donna che vive un'esistenza praticamente perfetta: abita a Valencia, è un architetto di successo, ed è molto innamorata di suo marito Oscar, che di lavoro fa il commercialista. Può contare anche su una profonda e sincera amicizia con Katia, sua collega e migliore amica. Una sera, Oscar telefona a sua moglie per chiederle di avere un bambino, ma quella stessa sera, Alejandra viene avvertita dal tenente Conrado, della Guardia Civil all'Albufera, che Oscar è stato ritrovato morto. A quanto pare si è tolto la vita dentro la sua auto inalando monossido di carbonio.
Alejandra è sconvolta, non capisce come mai Oscar fosse all'Albufera e, purtroppo, fa una terribile scoperta: Oscar, da otto anni, aveva un'amante, una donna del luogo, la bellissima Veronica, una donna passionale, aperta e intraprendente. Oscar conduceva una doppia vita, di cui Alejandra era all'oscuro, infatti la donna scopre che da anni suo marito aveva perso il lavoro. Alejandra, ha modo di conoscere Veronica, ma dopo aver visto quanto ella stessa sia disperata per la morte dell'uomo, non ha il coraggio di confessarle la sua identità, quindi si presenta a lei con il nome di "Martina". Infatti, è affascinata e contemporaneamente incuriosita dall'amante del marito, e volendo conoscerla meglio, quindi, finge di essere una biologa e si fa ospitare a casa sua.
Inizialmente, Alex si rifiuta di accettare che Oscar amasse un'altra donna, tanto che all'inizio si convince che quella che provava per Veronica fosse solo una dipendenza sessuale, ma poi col tempo comprende che quello tra Oscar e Veronica era vero amore, tanto che i due avevano avuto una bambina, la piccola Sol. In passato, pure Alex era rimasta incinta, e Oscar vedeva nella sua gravidanza, a insaputa di lei, una scusa per lasciare Veronica, sennonché sua moglie scelse di abortire in favore della sua carriera e, qualche tempo dopo, Veronica rimase incinta di Sol.
Oscar conobbe per caso Veronica durante una breve sosta all'Albufera: si era infatuato di lei, e tra i due fu subito amore. Oscar, per egoismo, non ha mai avuto il coraggio di lasciare la moglie, di cui era ancora innamorato, così per otto anni ha continuato a portare avanti questa doppia vita. Veronica non dava molto peso al fatto che Oscar fosse sposato, e anche se lo amava immensamente non gli aveva mai imposto la monogamia: infatti Alejandra scopre che Oscar e Veronica avevano un ménage à trois con Vicent, un pescatore dell'Albufera e amico di lunga data di Veronica.
Alejandra si affeziona sempre di più a Veronica e Sol. Lei e Veronica solo legate dal profondo dolore per la morte dell'uomo che tanto amavano (nonostante Veronica sia ancora all'oscuro dell'identità di "Martina"), e inoltre la donna inizia a provare una certa attrazione (ricambiata) per Conrado, il quale ha a sua volta un passato tormentato alle spalle: sua moglie si tolse la vita dopo che venne violentata da un gruppo di uomini. Alejandra inizia, intanto, a comprendere il fascino dell'Albufera: comprende sempre di più perché Oscar non abbia mai avuto il coraggio di allontanarsi da lì e, ricordando il proprio matrimonio, si rende conto come esso non avesse mai mostrato segni di cambiamento, a causa della relazione di lui con Veronica. È però della convinzione che Oscar non si sia tolto la vita e, facendo delle indagini con Conrado, scopre che il marito si occupava di spostamenti di ingenti somme di denaro in paradisi fiscali. Scopre inoltre che Fran, il migliore amico di Oscar (da sempre innamorato di Alex la quale però non ha mai nutrito per lui niente di più di un'amicizia) era sempre stato a conoscenza del fatto che Oscar la tradiva e, malvolentieri, era stato coinvolto in un giro di riciclaggio di denaro sporco. Infatti, Oscar si era messo in affari con Andres, un gestore di ristoranti che, in realtà, si è arricchito con il business della prostituzione, e Oscar, con l'aiuto di Fran, impediva al fisco di mettere le mani sul denaro non registrato che Andres guadagnava. Con fastidio, scopre anche che Katia sospettava del tradimento di Oscar, avendolo sorpreso una volta in compagnia di Veronica, ma aveva deciso di non voler sapere niente, neanche se Alex fosse al corrente dato che non voleva essere lei a distruggere il matrimonio dell'amica.
Intanto Blanca, la madre di Alejandra, scrittrice di successo ma ormai priva di ispirazione, viene costretta dai suoi editori a realizzare un nuovo libro, e lei, prendendo spunto dalla storia di Oscar, Veronica e Alejandra, all'insaputa della figlia, decide di scrivere un libro ispirato alla loro storia. Fran è in pericolo, infatti Andres vuole che gli venga restituita una cosa che Oscar gli aveva rubato; sembra che si tratti di un'enorme somma di denaro che Oscar aveva chiesto a Vicent di custodire per lui. Conrado rivela a Veronica degli affari illeciti in cui Oscar era coinvolto, e questo la fa arrabbiare dato che Veronica, ingenuamente, credeva che Oscar si guadagnasse da vivere occupandosi della contabilità finanziaria degli abitanti dell'Albufera.
Nel frattempo Blanca scopre che Ada, la figlia di Katia, ha venduto online delle foto a tema dei propri genitali per poter ottenere i soldi con cui regalare a Keyla, la propria insegnante d'atletica un viaggio in America. Ada ha infatti una relazione con la donna, ma quando quest'ultima ricevette il regalo (senza sapere cosa la ragazza avesse fatto per procurarglielo), capì di essersi spinta troppo oltre e chiuse la loro storia. Venuta a sapere anche lei, Katia affronta l'insegnante, che però, a malincuore, nega tutto e sostiene sia frutto dell'immaginazione di Ada.
Viene poi letto il testamento di Oscar: tutto il denaro che l'uomo ha guadagnato con i suoi traffici viene lasciato a Sol, mentre ad Alejandra viene lasciato un bellissimo cavallo da corsa, Coraggioso, che la donna decide di portare ad Albufera e con cui festeggiano il compleanno della bambina. La lettura del testamento significa per Veronica che ormai la moglie di Oscar sa la verità, quindi annuncia a "Martina" le sue intenzioni di andare a parlarle, ma siccome quest'ultima non è ancora pronta a dirle la verità, chiede a Katia di fingere di essere lei, quando Veronica arriva a Valencia. Nonostante Alejandra chieda all'amica di andarci piano, Katia non riesce a non urlare contro Veronica, per quello che ha fatto, ma riesce comunque a far credere alla donna di essere Alejandra e che la faccenda è da ritenersi chiusa.
Scoperto poi il coinvolgimento di Oscar nel riciclaggio di denaro, Veronica va al club di Andres per affrontarlo, ma viene aggredita da una delle guardie del corpo di Andres fino a che Alejandra non riesce a salvarla e a riportarla a casa. Alejandra capisce solo alla fine quanto Veronica sia condizionata da un passato traumatico: sua madre uccise il marito dato che era stufa delle sue ripetute infedeltà, quindi lei sperava che basare la propria relazione con Oscar sulla sincerità fosse il segreto per vivere serenamente, ed è per questo che ora si sente umiliata all'idea che lui le nascondesse la verità sulla sua complicità con Andres. Veronica e Alejandra capiscono di provare dei sentimenti l'una per l'altra, e infine, in una notte di passione, finiscono con l'avere un rapporto sessuale. Capendo di essersi spinta troppo oltre, Alejandra confessa a Veronica di essere la moglie di Oscar.

### Seconda stagione
Dopo la rivelazione di Alejandra, Veronica la caccia di casa, ma poi, rapidamente, le due donne si riconciliano: nonostante il male che si sono fatte a vicenda, ormai hanno capito di amarsi. Alejandra la mette al corrente delle sue indagini, infatti le spiega che probabilmente Oscar non si è tolto la vita.
Fran e Vicent restituiscono ad Andres il denaro che Oscar gli aveva rubato, ma in realtà Andres cercava qualcos'altro, che per lui aveva molto più valore dei soldi, ovvero il quaderno azzurro dove teneva annotata la sua contabilità non ufficiale, che se venisse recuperato dalle autorità lo metterebbe nei guai. Alejandra viene anche a sapere del libro di Blanca, ispirato alla morte di Oscar e sulla sua doppia vita, e benché all'inizio si senta offesa, dà a sua madre il permesso di pubblicarlo, dato che adesso è diventata più aperta e sicura di sé. Scopre inoltre che Oscar aveva affittato una terza casa in una cittadina vicino all'Albufera, Taracuellos, dimostrando ulteriormente quanto l'uomo avesse segreti anche con Veronica, che non era al corrente di ciò. Si reca nella casa, e lì viene avvicinata da uno strano uomo che, dopo aver saputo chi lei fosse, se ne va senza dire altro. 
È sempre più legata a Veronica e Sol, che ora la vede come una seconda madre, e inoltre inizia una relazione anche con Conrado. Entra poi in possesso del quaderno azzurro, trovato nella casa a Taracuellos, e decide di darlo a Fran, così che lui a sua volta possa darlo a Andres e avere salva la vita. Anche Katia ha i suoi problemi: da anni ha una relazione con il capo suo e di Alex, Big Boss, e ora ha scoperto di essere incinta; rivela la cosa all'uomo, ma quando spiega di non voler incasinare la sua vita e di aver quindi deciso di occuparsi da sola del figlio, lui reagisce male, perché lui è entusiasta di stare per diventare padre e non accetta di essere messo da parte così, avendo lui mollato la propria moglie, per stare assieme a Katia.
Intanto, Alejandra è combattuta tra i sentimenti che prova per Conrado e Veronica. Per un breve momento, pensa di poter vivere con entrambi, ma Veronica le impone di scegliere, perché anche lei ha perso Oscar e ha bisogno di qualcuno vicino ma, soprattutto, perché ha capito che è troppo rischioso vivere una doppia vita, o una doppia relazione: confessa di essersi pentita di non aver mai chiesto a Oscar di scegliere, perché anche se all'inizio sembrava possibile riuscirci, col tempo il peso della situazione stava gravando sempre di più sul loro rapporto; avevano avuto un brutto litigio poco prima della sua morte, perché lui ormai si stava annullando, per via della sua ostinazione a condurre due esistenze diverse. Lei pensava che non chiedergli di scegliere rendesse le cose più facili, ma in realtà questo aveva solo messo sulle spalle di lui tutta la responsabilità delle menzogne dette ad Alex, quindi aveva deciso di lasciarlo, sperando di permettergli di uscirne, ma evidentemente questo non è bastato perché Oscar è morto, quindi se la situazione si ripeterà, entrambe e Conrado soffriranno. 
Il tentativo di Veronica di lasciare libero Oscar, rompendo con lui, fu infatti inutile: anche se Oscar era determinato a non tornare più all'Albufera, Andres non glielo permise perché doveva continuare a gestire la contabilità. Aveva capito di essere in trappola, dunque decise di scappare, ed è per questo che aveva rubato il denaro e il quaderno di Andres. A Taracuellos si era rimesso in contatto con suo padre (l'uomo avvicinato da Veronica), che lo aveva abbandonato quando era ancora un ragazzino, e fu proprio l'incontro con lui che gli fece capire che non poteva abbandonare le persone che amava. Impulsivamente, credendo che tra lui e Veronica fosse finita, aveva proposto a sua moglie di avere un bambino, in quella che sarebbe stata la loro ultima telefonata, ma poco dopo Veronica, pentitasi di averlo lasciato, gli aveva chiesto di perdonarla e i due erano tornati insieme, dato che Oscar, dimostrando ancora una volta debolezza di carattere, non è stato capace di rinunciare a una delle due donne per dedicarsi esclusivamente all'altra: ormai Oscar aveva capito di non avere né forza né temperamento, e la sua condanna era quella di rimanere incastrato in una doppia esistenza senza via d'uscita.  
Ada è poi soggetta a cyberbullismo quando le foto che ha fatto per la propria amante sono condivise nel sito della scuola. Lei, Katia e Bianca decidono di chiedere aiuto a Corrado che, venuto anche lui a scuola, chiede aggressivamente ai ragazzi chi di loro sia il colpevole, al che Keyla interviene e, a malincuore, ammette la propria relazione con Ada e rivela che il responsabile è il proprio figlio, venuto a conoscenza della relazione tra le due. Ada, tradita, decide di lasciarsi la storia alle spalle e, dopo aver dolorosamente ammesso di essere ancora innamorata di Keyla, chiude la loro relazione, senza denunciare nessuno. Nonostante la storia sia conclusa, Katia e Blanca sono stranite dall'aggressività mostrata da Corrado.
Nel frattempo Alejandra capisce che Veronica ha ragione, quindi rivela a Conrado della propria doppia relazione e questi, non potendo accettare la cosa, decide di lasciarla. Purtroppo, l'uomo comincia anche a manifestare sempre più episodi di mania, fino a che Andres non riesce a metterlo contro Vicent, facendogli credere che il pescatore fosse uno dei violentatori di sua moglie: nonostante, infatti, Vicent abbia un alibi per quella sera, essendo in quel momento con Veronica, Conrado ha sviluppato un disturbo bipolare, dopo la morte della moglie, per cui, nonostante l'innocenza dell'amico fosse stata provata, ha sempre continuato a sospettare di lui e quindi, dato che negli ultimi tempi l'uomo ha smesso di assumere i farmaci, lo aggredisce. Il giorno dopo, Vicent viene ritrovato senza vita, e il poliziotto è il primo sospettato, a causa del litigio che avevano avuto davanti a tanti testimoni. Veronica e Alejandra sono convinte che sia stato Andres a uccidere sia Oscar che Vicent, quindi, non potendo andare avanti senza sapere la verità, lo portano in un magazzino abbandonato dove cercano di estorcergli una confessione minacciandolo con un fucile. Andres continua a dichiararsi innocente, per poi riuscire a liberarsi e attaccare le due, ma queste, per difendersi, gli sparano accidentalmente all'addome.
Proprio quando non sembrano esserci più speranze, arriva Conrado che, dopo aver capito che Fran nascondeva qualcosa, lo ha costretto a confessare quello che sapeva e quest'ultimo gli ha consegnato una lettera scritta da Oscar prima di morire: Oscar si era realmente tolto la vita, perché dopo essere venuto a sapere di come lui si fosse rimesso con Veronica proprio dopo aver chiesto ad Alex di avere un figlio, Fran lo aveva messo davanti alle sue manchevolezze, condannandolo per averlo coinvolto nelle sue attività illecite con Andres e per aver passato otto anni a mentire sia alla propria moglie che alla madre della propria figlia, trasformandosi in un uomo senza più dignità; Oscar quindi, piuttosto che affrontare i propri sbagli decise di togliersi la vita. Fran cercò di salvarlo, ma ormai era troppo tardi, trovando una lettera che Oscar aveva scritto poco prima di morire.
Le due leggono la lettera di Oscar, in cui lui riversò il dolore che per anni aveva celato: ormai era consumato in una doppia vita che lo aveva reso un uomo mediocre e indegno di stare con entrambe le donne, che chiama una l'amore, l'altra la donna della propria vita, mentre Sol è stata l'unico legame sincero che lui fosse riuscito a non distruggere, e quindi decise di suicidarsi convinto che, almeno lei, avrà una vita felice; inoltre, ringrazia Fran per avergli fatto capire che doveva fermarsi. Fran, infatti, aveva preso con sé la lettera perché in essa era anche ammesso il coinvolgimento di entrambi nel giro di riciclaggio di denaro sporco. Mentre le due donne leggono la lettera, Conrado uccide Andres per aver fatto uccidere Vicent, come testimoniano delle telecamere nascoste: il poliziotto ha capito di non riuscire ad essere felice, a causa della propria malattia, quindi quello che può fare è prendersi la colpa di tutto e lasciare che le due donne, grate per il suo sacrificio, tornino da Sol, a cui racconteranno la verità su Alejandra.
Blanca finisce di scrivere il suo libro, che viene pubblicato con la premessa che sarà un successo, intitolandolo Il molo rosso: come spiega Blanca la scelta del titolo è dovuta al fatto che un molo è un posto dove un viaggio più iniziare e contemporaneamente finire. Big Boss affronta Katia e i due decidono di vivere assieme e crescere il bambino. Ada invece, incoraggiata da Katia e Sol, decide di dare una seconda chance a Keyla, che nonostante quanto detto dalla ragazza giorni prima, ha tentato di contattarla. 
In piena linea con il titolo del libro di Blanca, ora che il mistero sulla morte di Oscar è stato risolto e tutti i segreti sono stati svelati, Alejandra, Veronica e Sol, che ormai sono diventate una famiglia, decidono di partire per una meta ignota: le loro vite sono cambiate per sempre, e anche se non sanno ancora dove andranno, sanno che, insieme, riusciranno ad essere felici.

## Episodi
| Stagione         | Episodi | Pubblicazione Spagna | Prima TV Italia |
| ---------------- | ------- | -------------------- | --------------- |
| Prima stagione   | 8       | 2019                 | 2019            |
| Seconda stagione | 8       | 2020                 | 2020            |